# بیرینجی آقالی
بیرینجی آقالی (ترکی آذربایجانی: Birinci Ağalı) یک منطقهٔ مسکونی در جمهوری آرتساخ است که در استان کاشاتاق واقع شده‌است.